# Есаулово (Башкортостан)
Есаулово — упразднённая в 1977 году деревня в Белокатайском районе Башкирской АССР Российской Федерации СССР. Входила на год упразднения в состав Ургалинского сельсовета. Ныне северная часть села Ургала в Белокатайском районе.
Живут башкиры.

## Название
Прежнее написание ойконима —  Есаулова.

## География
Находится на северо-востоке республики, в юго-восточной части района, вблизи административной границы с Челябинской областью, в долине реки Большая Ургала при впадении её притока реки Асыелга, в 54 км к юго-востоку от райцентра и 2 км от ж.-д. ст. Ургала.
Осевая линия — улица Ленина.
К западу от осевой линии находятся казармы 442 км (Переездная улица)

## История
Основана в 1837 году башкирами 6-го кантона Челябинского уезда, отказавшимися поступать в Оренбургское казачье войско и переселившимися на земли айлинцев, на территории Златоустовского уезда. Входила в состав 2-й Айлинской волости.
В 1977 году объединена с посёлком станции Ургала (с 2007 года — село Ургала).

## Население
В 1939 проживало 708 человек, в 1959—799, в 1969—608.

## Инфраструктура
Личное подсобное хозяйство с зоной сельскохозяйственного использования, индивидуальная застройка усадебного типа.

## Транспорт
Автобусное сообщение с райцентром. Остановка общественного транспорта «Ургала».
Непассажирская станция разъезд Ургала.